# Ryszard Witke
Ryszard Witke (* 9. November 1939 in Sanok, Generalgouvernement; † 27. Oktober 2020 in Karpacz) war ein polnischer Skispringer. Er wurde 1963 polnischer Meister, womit er der erste polnische Meister aus dem Riesengebirge wurde.

## Werdegang
Witke wuchs in einer sportlichen Familie in Karpacz auf. Bereits als Neunzehnjähriger nahm er an den polnischen Meisterschaften in Szczyrk teil und konnte Resultate unter den besten Zehn erzielen. Als Absolvent der Universität Wrocław nahm Witke 1960 an der Winter-Universiade in Chamonix teil, wo er als Vierter das Podest nur knapp verpasste.
Nach guten Leistungen bei den nationalen Meisterschaften war Witke als fester Bestandteil des polnischen Nationalkaders für die Nordische Skiweltmeisterschaft 1962 im heimischen Zakopane eingeplant worden. Wenige Tage vor Beginn stürzte er allerdings von der Wielka Krokiew schwer und zog sich eine Fraktur des Handgelenks sowie eine Gehirnerschütterung zu, sodass er seine Teilnahme absagen musste. Im Jahr 1963 konnte Witke seinen größten nationalen Erfolg feiern, als er den Meistertitel gewann.
1963 wurde er polnischer Meister. In den folgenden Jahren gehörte Witke zu den besten polnischen Skispringern, was er mit dem zweimaligen Gewinn des Czech-Marusarzówna-Memorial-Skisprungwettbewerbs in den Jahren 1965 und 1966 sowie den Podestplatzierungen in der Gesamtwertung der Beskiden-Tour 1965 und 1967 unter Beweis stellte. In der Skisprungsaison 1964/65 belegte er zudem den siebten Rang beim Holmenkollen-Skifestival in Oslo sowie Rang zwei bei den Oberhofer Skispielen hinter Peter Lesser. Auch bei der Nordischen Skiweltmeisterschaft 1966 in Oslo war Witke bester Pole, als er punktgleich mit Horst Queck Siebter von der Normalschanze wurde.
Witke nahm zwischen 1961 und 1972 mehrfach an der Vierschanzentournee teil. Beim Springen von der Bergiselschanze in Innsbruck erreichte er 1968 mit dem neunten Platz sein bestes Ergebnis. Nach dem elften Platz in Bischofshofen schloss er die Vierschanzentournee 1967/68 auf dem zehnten Rang ab, was seine beste Gesamtplatzierung darstellt.
An Olympischen Winterspielen nahm er zweimal erfolglos teil.
Nach der Saison 1971/72 gab Witke seinen Rücktritt vom Skispringen bekannt. Nach Beendigung seiner Karriere wurde er Trainer bei seinem Heimatverein Śnieżka Karpacz und arbeitete als Richter bei der FIS. Darüber hinaus war er am Wiederaufbau der Orlinek-Schanze in Karpacz und der Sprungschanze in Lubawka beteiligt.
Sein Sohn Robert Witke wurde auch Skispringer.

## Statistik

### Olympische Winterspiele
- 1964 Innsbruck: 35. Großschanze, 45. Normalschanze
- 1968 Grenoble: 31. Großschanze, 32. Normalschanze

### Weltmeisterschaften
- 1966 Oslo: 7. Normalschanze, 25. Großschanze

### Vierschanzentournee-Platzierungen
| Saison  | Platz |
| ------- | ----- |
| 1961/62 | 19.   |
| 1963/64 | 81.   |
| 1964/65 | 11.   |
| 1966/67 | 23.   |
| 1967/68 | 10.   |
| 1968/69 | 19.   |
| 1969/70 | 37.   |
| 1970/71 | 18.   |
| 1971/72 | 61.   |